# Slingsby T.6 Kirby Kite
Dimensions
Le Slingsby T.6 Kirby Kite est un planeur monoplace produit à partir de 1935, par Fred Slingsby à Kirbymoorside, Yorkshire.

## Conception et développement
Au début des années 1930, il y avait peu de planeurs performants pouvant être pilotés par des pilotes relativement inexpérimentés. Pour remédier à cette lacune Fred Slingsby a fait évoluer le Grunau Baby avec des ailes en mouette de plus grande envergure et un fuselage arrondi plaqué en contreplaqué, ce qui a donné le T.6 Kirby Kite. Les développements ultérieurs comprenaient des spoilers pour améliorer les performances d'atterrissage et un gouvernail agrandi qui a amélioré l'harmonie des commandes. D'autres améliorations ont été effectuées à la fin de la Seconde Guerre mondiale, avec une aile surélevée sur un pylône, une roue d'atterrissage et des volets montés en standard. Le T.23 Kite 1A a volé en décembre 1945 mais n'est pas entré en production en raison du faible gain en performance. D'autres développements ont été prévus, comme le Type 23A, avec une nouvelle aile droite et un dièdre de 1° dont la production est incertaine. 

Le dernier des planeurs Slingsby dérivés du Grunau Baby est le T.26 Kite 2 avec une aile entièrement nouvelle, un cockpit fermé, des ailes droites effilées et d'autres améliorations de détails.

## Histoire
Le T.6 Kirby Kite a immédiatement été utilisé en compétition et dans les clubs, mais ses performances ont rapidement été dépassées par celles des nouveaux planeurs. La production a continué jusqu'en 1939, atteignant 25, dont un exporté en Afrique du Sud, un au Canada et un en Rhodésie. Un de plus a été construit sur les plans de Herman Kursawe aux États-Unis. Presque tous les Kirby Kites qui volaient encore au début de la Seconde Guerre mondiale ont été réquisitionnés par la Royal Air Force pour être utilisés à l’entraînement des pilotes de planeurs d’assaut. Des Kites Kirby ont également été utilisés, ainsi que d'autres types de planeurs, pour évaluer l'aptitude du système radar Chain Home à détecter les aéronefs en grande partie construits en bois. Ces tests effectués sur la Manche ont permis de montrer que même des planeurs avec très peu de contenu métallique pouvaient être détectés, même si l'écho dépendait de la quantité de métal à bord. Après utilisation par les écoles de vol à voile, les Kirby Kites survivants ont été transférés au Air Training Corps. 

Huit Kirby Kites survivent dont un avec de nouvelles ailes. Un autre est en construction avec des pièces d'origine.

## Variantes
T.6 Kite première version extrapolée du Grunau Baby. 25 planeurs construits.
T.23 Kite 1A version améliorée du T.6 développée après la seconde guerre. 1  planeur construit.
Type 23A Un développement prévu du T.23, avec une aile droite et 1° de dièdre.
T.26 Kite 2 Version finale de 1946-7, de la série des Kite avec une aile entièrement nouvelle, un poste de pilotage fermé et d'autres améliorations de détails.
T.26 Kite 2A Forme des bouts d'ailes modifiée.
T.26 Kite 2B Identique au 2A mais avec des aérofreins à la place des volets.